# Bispensiero
Bispensiero o bipensiero (in inglese doublethink) è un termine in neolingua, ovvero la lingua immaginaria utilizzata dai membri del partito del Grande Fratello nel romanzo di George Orwell 1984, che indica il meccanismo mentale che consente di ritenere veri contemporaneamente un qualsiasi concetto e il suo opposto a seconda della volontà del Partito, dimenticando nel medesimo istante, aspetto questo fondamentale, il cambio di opinione e perfino l'atto stesso del dimenticare.

## Analisi
Per comprendere a fondo il concetto di bispensiero nel contesto e nell'accezione specifica dell'opus magnum orwelliana, un ottimo esempio è rappresentato dalle dinamiche che stanno alla base della guerra perenne tra gli stati. L'Oceania, all'inizio del racconto, è in guerra contro l'Eurasia ed alleata con l'Estasia: così è scritto su tutti i libri di storia, i giornali e i manifesti propagandistici affissi ai muri e dichiarato da tutti i dispacci diramati attraverso i teleschermi, mediante i quali vengono confermate continue conquiste sul fronte eurasiatico. Ogni mese, alcuni prigionieri eurasiani vengono giustiziati in piazza. Tutti i cittadini sanno e ricordano perfettamente che la situazione è sempre stata questa e che non è possibile essere mai stati alleati con il nemico, che rappresenta il male assoluto; nonostante ciò, il protagonista Winston Smith ricorda chiaramente che appena quattro anni prima la situazione era l'esatto opposto, ovvero il suo Paese era in guerra con l'Estasia e alleato con l'Eurasia, e sembra essere l'unico a ricordare tale nozione (così come tante altre), fatto che lo spaventa enormemente.
Tutti gli altri cittadini sono completamente, ciecamente fiduciosi nei dettami del Partito, il quale letteralmente si impossessa del passato al punto da dichiarare che un dato avvenimento non è mai successo; se tutti i documenti circolanti riportavano la medesima storia che il Partito imponeva, allora "la menzogna diventava verità e passava alla storia". Uno slogan del Partito recita: "Chi controlla il passato controlla il futuro: chi controlla il presente controlla il passato", sintetizzando perfettamente il tremendo gioco di costrizione mnemonica e di ipocrisia richiesto, e questa tecnica veniva chiamata "controllo della realtà", in neolingua, appunto, bispensiero. Orwell scrive: "Dimenticare tutto quello che era necessario dimenticare, e quindi richiamarlo alla memoria nel momento in cui sarebbe stato necessario, e quindi dimenticarlo da capo: e soprattutto applicare lo stesso processo al processo stesso. Questa era l'ultima raffinatezza: assumere coscientemente l'incoscienza, e quindi da capo, divenire inconscio dell'azione ipnotica or ora compiuta. Anche per capire il significato della parola "bispensiero" bisognava mettere, appunto, in opera il medesimo."
Quello degli schieramenti in guerra non è un caso isolato: Winston ricorda perfettamente, ad esempio, che quando era piccolo gli aeroplani esistevano già, ma il Partito, sorto dopo la sua prima infanzia, li ha sempre descritti come una sua invenzione; lui lo ricorda con certezza, tuttavia non ne esiste alcuna prova, e il suo lavoro consiste proprio nel modificare gli elementi diversi dal presente e dalla realtà in vecchi articoli, interviste e comunicati, che venivano poi, dopo la "correzione", sistematicamente ristampati e collocati nelle collezioni al loro posto, mentre le copie originali andavano distrutte. Questo procedimento viene applicato a qualunque tipo di materiale stampato o documentato che possa avere un significato politico o ideologico, aggiornando così il passato giorno per giorno, minuto per minuto, rendendolo conforme alla linea del governo e alle contingenze.
Naturalmente, per coerenza al bispensiero, chi viene eliminato in quanto non allineato ai dettami del Partito non è mai stato eliminato o ucciso, non è "morto" o "scomparso", ma semplicemente non è mai esistito. Tutte le sue azioni passate, tutte le sue tracce e tutti i documenti in grado di provare la sua esistenza sono sistematicamente distrutti e con questi il ricordo dalla mente di tutti che, applicando il Bipensiero, dimenticavano perfino di aver dovuto dimenticare, come computer dai quali si cancellino dei file e, oltre a questi, tutte le tracce dell'operazione stessa di cancellazione (log, impronte digitali sulla tastiera, e così via). Il procedimento che porta al bispensiero deve essere quindi sia conscio, per poter essere portato a termine con precisione, sia, contemporaneamente, inconscio, per disgiungersi da "un vago senso di colpa e di menzogna", usando "un inganno cosciente e nello stesso tempo mantenendo una fermezza di proposito che s'allinea con una totale onestà".
Dalle parole dello stesso autore si ottengono delle delucidazioni essenziali. Il bipensiero, mediante una menzogna che arriva sempre prima della verità, elimina ogni scoglio al funzionamento della morale imposta.